# Renan Larue
Renan Larue est un auteur et professeur de littérature française à l'Université de Californie à Santa-Barbara. Il a publié aux Presses universitaires de France le livre Le végétarisme et ses ennemis, une histoire du végétarisme de Pythagore jusqu'à notre époque. Il est également co-auteur, avec Valéry Giroux, du Que sais-je ? sur le véganisme.

## Biographie
Originaire des Côtes-d'Armor, en France. Renan Larue est agrégé de lettres modernes et docteur en littérature. Dès son embauche comme professeur de littérature à l'Université de Californie à Santa Barbara, il y fonde le programme d'études véganes (Vegan Studies),,,.

## Ouvrages
Dans Le végétarisme et ses ennemis, Larue passe en revue l'histoire du végétarisme en Occident, en s'attardant aux personnages historiques qui ont défendu ce mode d'alimentation, dont Pythagore, Porphyre et Plutarque. Il se concentre également sur les attitudes variées entretenues par les grandes religions monothéistes à l'égard des idées véhiculées par les végétariens à travers les époques, en s'attardant particulièrement à l'hostilité de l'Église catholique envers le végétarisme. Il se tourne ensuite vers le Siècle des Lumières, où la figure de Voltaire joue un rôle prépondérant dans la défense du végétarisme, aux côtés de Jean-Jacques Rousseau, Nicolas de Condorcet, Maupertuis, Bernardin de Saint-Pierre et Morelly. Le livre se termine au XXe siècle, avec l'histoire de la naissance du véganisme, à travers la Vegan Society fondée par Donald Watson et Elsie Shrigley,,,,.
Dans Le Végétarisme des Lumières, Renan Larue examine plus précisément les débats médicaux et philosophiques qui eurent cours dans la France du XVIIIe siècle. Il est également co-auteur, avec Valéry Giroux du Que sais-je? sur le véganisme. Lui-même végane, Renan Larue y défend l'idéologie et le mode de vie végane, compris comme un mouvement social et politique basé sur « un engagement à ne pas œuvrer, dans la mesure du possible, à l'assujettissement, aux mauvais traitements et à la mise à mort d'êtres sensibles »,.
Il a enfin édité un recueil regroupant les écrits de Voltaire sur le thème du végétarisme.

## Prix et distinctions
- Bourse Banting (2013) pour ses recherches postdoctorales[15].
- Prix La Bruyère (2016) pour Le végétarisme et ses ennemis[16].